# Pesquisa de corpo inteiro
A pesquisa de corpo inteiro (em inglês:  whole body scan) é um exame de Medicina Nuclear que se utiliza de um rastreamento de todo o corpo após utilização de substancias radioativas como o Iodeto de Sódio (I131).
O exame tem a finalidade de pesquisar a presença de metástases, principalmente de tumores da tireoide.

## História
O primeiro scanner de segurança completa do corpo foi desenvolvido pelo Dr. Steven W Smith, que desenvolveu o scanner de corpo inteiro Secure 1000 em 1992. Em seguida, ele vendeu o dispositivo e as patentes associadas à Rapiscan Systems, que agora fabrica e distribui o dispositivo.
O primeiro dispositivo de rastreio de corpo inteiro passivo e não irradiante foi desenvolvido pela Lockheed Martin através de um patrocínio do Instituto de Ciência e Tecnologia do Instituto Nacional de Justiça (NIJ) e da United States Air. A prova de conceito foi realizada em 1995 através da Agência de Projetos de Pesquisa Avançada de Defesa (DARPA). Os direitos a essa tecnologia foram posteriormente adquiridos pela Brijot Imaging Systems, que amadureceu ainda mais uma linha de produtos de nível comercial e agora fabrica, comercializa e suporta dispositivos de ondas milimétricas passivas.